# Daphanie LaShaunn
Aja Smith (nascida em 9 de junho de 1994) é uma árbitra de wrestling profissional americana e ex-lutadora profissional. Ela assinou contrato com a WWE sob o ring name Daphanie LaShaunn no programa Raw.

## Vida inicial e pessoal
Smith é casada com o lutador profissional Leon Ruff. Eles anunciaram seu noivado em 30 de novembro de 2020, e se casara dois anos depois, em 5 de setembro de 2022. Eles têm um cachorro chamado Juni.

## Carreira profissional no wrestling

### Circuito independente
Smith lutou por uma série de promoções no circuito independente, mais notavelmente no Shine Wrestling, onde ganhou dois campeonatos durante sua passagem, e menos notavelmente no Girl Fight Wrestling, onde conquistou o Girl Fight Championship por 842 dias, de 12 de julho de 2018 a 10 de janeiro de 2020.

### Shine Wrestling (2017–2020)
Perera fez sua estreia no ringue pela Shine Wrestling no Shine 42 em 12 de maio de 2017, em uma derrota contra Dementia D'Rose. Perera venceria seu primeiro campeonato, o Shine Nova Championship, no final daquele ano no Shine 54 em 2 de novembro de 2018, após derrotar Candy Cartwright. Perera manteve o título por 189 dias, antes de perdê-lo para Shotzi Blackheart no Shine 58 em 10 de maio de 2019.
No Shine 61 em 21 de setembro de 2019, como tag team de Triple Aye, Perera e Big Swole venceram o Shine Tag Team Championship de Rainbow Bright (Gabby Gilbert e Luscious Latasha). Eles defenderam com sucesso os campeonatos por 119 dias, antes de finalmente deixá-los cair para BYE (Jayme Jameson e Marti Belle) em um evento ao vivo do Shine em 18 de janeiro de 2020, em Fern Park, Flórida, que foi última luta de Perera na promoção.

### WWE (2020-presente)
Em dezembro de 2019, Smith foi um dos 40 atletas a participar de um teste realizado dentro do WWE Performance Center, que foi supervisionado pelo técnico Matt Bloom. Ela assinou oficialmente com a WWE em 5 de fevereiro de 2020. Ela começou arbitrando partidas no NXT.
Na WrestleMania 38 em 2 e 3 de abril de 2022, Smith fez história como a primeira árbitra negra a arbitrar na WrestleMania. Além disso, Smith e sua colega árbitra Jessika Carr se tornaram as duas primeiras mulheres a arbitrar partidas consecutivas da WrestleMania.
Durante um evento ao vivo em Vancouver em 25 de setembro de 2022, ela venceu o WWE 24/7 Championship após derrotar Nikki A.S.H. Ela defendeu com sucesso o campeonato depois de vencê-lo ao chutar uma tentativa de imobilização do árbitro Shawn Bennett, mas depois perdeu o título naquela noite para Dana Brooke.

## Outras mídias
Smith fez sua estreia em videogame em WWE 2K24 sob seu nome verdadeiro, Aja Smith. Ela pode ser selecionada como árbitra na maioria dos tipos de partida e é uma personagem jogável na partida árbitra convidada especial.

## Campeonatos e conquistas
- Girl Fight Wrestling
  - Girl Fight Championship (1 vez)[4]
- SHINE
  - Shine Nova Championship (1 vez)[6]
  - Shine Tag Team Championship (1 vez) – com Big Swole[8]
- WWE
  - WWE 24/7 Championship (1 vez)[14]